# Grotta di Baishiya
La Grotta di Baishiya  è un sito archeologico preistorico paleoantropologico ad alta quota, ed un santuario buddista tibetano, situato sul bordo nord-orientale dell'altopiano tibetano nella contea di Xiahe, nella provincia di Gansu in Cina. 

## Reperti
In questa grotta carsica è stato scoperto il primo fossile di ominide trovato sull'altopiano tibetano, noto come la mandibola di Xiahe. La mandibola, analizzata mediante analisi paleoproteomica, è il primo reperto riconosciuto di un fossile di Homo di Denisova, trovato al di fuori della grotta di Denisova sui monti Altai in Siberia,  che è stata datato a circa 160.000 anni fa.
Il sito è stato indagato con metodi scientifici la prima volta nel 2018 ad opera di un team di ricercatori dell'Università di Lanzhou in Cina, che vi hanno trovato strumenti di pietra e ossa di rinoceronte ed altri animali, segnati da tagli. 